# Misa Amane
 (mai 2024).
Misa Amane (弥 海砂 Amane Misa) est un personnage du manga Death Note.

## Description et psychologie du personnage
Misa est une idol, mannequin d'une grande beauté et aussi une actrice très appréciée qui arbore un look gothic lolita volontairement choisi lors de la conception de son personnage pour rappeler le monde des dieux de la mort.
Misa ferait presque n'importe quoi pour Light. Sa priorité reste l'amour qu'elle lui voue.
Elle est très fleur bleue, frisant parfois le mièvre. Elle parle souvent d'elle-même à la troisième personne. Elle est moins intelligente que Light mais elle n'est pas stupide (elle parvient même à piéger le 3e Kira). Elle est prête à tout pour Light sauf à accepter qu'il la trompe. C'est une fille très courageuse qui ne pense qu'à vivre le moment présent ; elle sacrifie par deux fois la moitié de son espérance de vie pour avoir les yeux du dieu de la mort qui lui permettent de connaître le vrai nom de quelqu'un ainsi que son espérance de vie rien qu'en le regardant. Light se sert de la dévotion que Misa lui porte pour profiter d'elle car lors de leur première rencontre, Misa lui avait dit qu'elle acceptait d'être son instrument. Elle veut prouver à Light combien elle l'aime et désire être aimée en retour.

## Biographie fictive
Misa est une fille vivant dans le Kanto dont les parents ont été tués par un cambrioleur, lui-même tué par Kira.
Le jour où Misa devait mourir, elle s'est fait interpeller dans une ruelle par un inconnu lui disant l'aimer et voulant la tuer avant de se suicider plutôt que de vivre sans elle.
Misa fut sauvée par Jealous, un dieu shinigami qui l'observait sans cesse depuis qu'il en était tombé amoureux, qui a outrepassé ses droits pour éviter que Misa ne meure en tuant son agresseur avec son Death Note ; un dieu de la mort n'ayant pas le droit de tuer  pour rallonger la vie d'une personne qui lui est chère.
Après avoir prolongé la vie d'un être humain, Jealous est réduit à un tas de cendre et de poussière et ne laisse que son Death Note. Rem, un autre shinigami qui était présent lors de la mort de Jealous, estimant que le Death Note revient de droit à Misa, le ramasse pour le lui donner. Misa décide de s'en servir pour rencontrer Kira, dont elle est reconnaissante d'avoir tué le meurtrier de ses parents. Après avoir fait l'échange des yeux avec Rem, qui lui permet de voir le nom et la durée de vie de toute personne dont elle voit le visage, elle se fait passer pour Kira en envoyant des cassettes vidéos à Sakura TV par l'intermédiaire d'une amie, en lui faisant croire que les cassettes sont liées aux sciences occultes, dans le but d'attirer l'attention du véritable Kira, pour lui proposer un rendez-vous dont lui seul comprendrait l'invitation.
Misa découvre que Light est Kira en voyant que sa durée de vie n'est pas affichée au-dessus de lui. Elle en tombe immédiatement amoureuse et décide de se rendre au domicile de Light pour qu'il comprenne qui elle-est, lui déclarer son amour et lui offrir son aide. Light lui indique accepter de faire semblant d'être son petit ami, ce afin de la manipuler pour obtenir le nom de L. Light va d'ailleurs jusqu'à l'embrasser, la faisant complètement tomber sous son emprise. 
Sur le campus de l'université de Tôô, juste après sa rencontre avec L, Misa est arrêté par Mogi qui lui annonce qu'elle est soupçonnée d'être le deuxième Kira. En détention Rem lui fera renoncer à son droit de propriété sur le death note, pour qu'elle oublie tous ses souvenirs à son sujet.
La cellule d'enquête n'étant en mesure de prouver que son amour pour Light elle sera relâchée puis cherchera à aider Light à arrêter Kira.
Plus tard Misa, qui avait déjà retrouvé une partie de ses souvenirs grâce à Rem qui voulait lui venir en aide pour identifier le nouveau Kira, retrouve le Death note en suivant les indications de Light mais ne se souvenant pas du véritable nom de L, Misa fait un nouvel échange des yeux avec Ryuk, pour pouvoir le tuer et aider Light, qui finira par lui demander de renoncer une nouvelle fois au death note et à ses souvenirs, afin de leur éviter d'être démasqués.
Après avoir appris la mort de Light par Matsuda puis Ryuk. Misa décide de se suicider plutôt que de vivre sans lui.